# Sultanato Saadiano
No início do século XVI, os Saadianos Saaditas ou Sa`didas dirigem tribos originárias do vale do Drá, exasperadas com as ofensivas cristãs, que se revoltam contra os berberes oatácidas e afastam-nos do poder em 1554.

## Origens
Os Saadianos são de origem árabe. São pretendentes ao título de Xerifes por serem descendentes de Haçane ibne Ali, filho mais velho de Ali e de Fátima. Este parentesco prestigioso, que na época era aceito por todos, foi questionado no século XVII; pode ser que sua ascendência não venha de Maomé, mas de sua ama Halima, da tribo dos Banî Sa `d. Daí o nome da dinastia saadiana.
O fundador da dinastia, Abu Abedalá Alcaim, chamado também Amadi, começa por iniciativa da irmandade Xadhiliyya uma guerra santa contra os Portugueses desde o mês de Agosto de 1511, com uma tentativa falhada contra a Fortaleza de Santa Cruz do Cabo de Gué (Agadir), que será tomada em 1541. Ao mesmo tempo, os Saadianos aliam-se aos espanhóis para enfrentar a ameaça turca.
Em 4 de Agosto de 1578, perto de Alcácer-Quibir, ao norte do país, D. Sebastião, de 24 anos, rei de Portugal, com 16 000 homens, enfrenta o sultão saadiano Mulei Moluco à frente de 50 000 homens. Sebastião tem um aliado na pessoa de um ex-governante de Marrocos, Mulei Maomé. A batalha acaba com um desastre para os Portugueses e seu aliado, mas Mulei Moluco não tem a oportunidade de saborear a sua vitória, porque morre de doença durante a batalha.
Amade Almançor, sucessor de Abedal Maleque (Mulei Moluco), leva a dinastia Saadiana ao seu auge. Uma expedição victoriosa contra o Império Songai do Sudão Ocidental, em 1591, permite-lhe enriquecer a sua capital com o ouro do Sudão (Sudão é diferente do país africano da actualidade: é a antiga denominação árabe dos países logo abaixo do Saara. Sudão em árabe significa "terra dos negros").

## A dinastia

### Os sultãos Saadianos
- 1511 - 1517 Abu Abedalá Alcaim
- 1517 - 1544 Amade Alaraje e Maomé Axeique
- 1544 - 1557 Maomé Axeique (sultão de Marrocos inteiro desde 1554)
- 1557 - 1574 Abedalá Algalibe
- 1574 - 1576 Maomé Almutauaquil (Maomé Saadi II, ou Mulei Maomé)
- 1576 - 1578 Abu Maruane Abedal Maleque I, (Mulei Moluco), chamado Almoatácime Bilá
- 1578 - 1603 Amade Almançor, chamado adaabi

1603-1659 Os líderes Saadianos baseados em Marraquexe
- 1603 - 1608 Abu Faris
- 1608 - 1613 : Maomé Axeique II Almamune
- 1613 - 1628 : Zidane Nácer
- 1628 - 1631 : Abu Maruane Abedal Maleque II
- 1631 - 1636 : Alualide ibne Zidane
- 1636 - 1654 : Maomé Axeique Açaguir (Maomé Saadi III)
- 1654 - 1660 : Amade Alabás

1603-1627 Os líderes Saadianos baseados em Fez
- 1604 - 1613: Maomé Axeique II Almamune
- 1613 - 1623: Abedalá II
- 1623 - 1627: Abedal Maleque

## Cronologia
- 1524 : A família saadiana apodera-se de Marraquexe. Trata-se de uma linhagem pretendidamente Xerifiana, originária de Tamegroute, uma aldeia no vale do Drá, cujo um dos chefes, Abu Abedalá, tinha reunido as tribos do Suz para lutar contra os Portugueses. O crescente papel dos Saadianos reflete a ascensão das zauias ou irmandades muçulmanas, e a crescente autoridade espiritual dos Marabutos, um fenómeno frequente em tempos de crise, enquanto o Islão aparece ameaçado. É assim que, desde 1511, Maomé al-Jazuli, líder de uma poderosa zauia do Suz, apoia a designação como chefe de guerra de Abu Abedalá, chamado o "que está de pé pela vontade de Deus" (Alcaim Bi Anre Alá).
- 1524 - 1550: Reino de Amade Uatassi. Ele deve reconhecer a independência de facto dos Saadianos, nas regiões do sul. Quando tenta de tomar Marraquexe, em 1528, é vencido e forçado a retirar-se. Dois filhos de Abu Abedalá compartilham o poder no sul do país: Amade Alaraje, o mais velho, que reina em Marraquexe, e Maomé Axeique, governador do Suz.
- 1537: Vitória dos oatácidas no Uádi Alabide, os Saadianos obtêm a partilha de Marrocos em dois reinos cuja fronteira é na altura da região de Tadla.
- 1541: Os Saadianos tomam Santa Cruz do cabo de Guer (Agadir) aos Portugueses e aparecem como os defensores do Islão, enquanto os oatácidas tentam negociar com os cristãos. A queda de Santa Cruz marca o princípio do declínio português. Azamor e Safim são rapidamente evacuados e, depois da tomada de Fez pelos Saadianos, Alcácer-Ceguer e Arzila são abandonados, em 1550. Os portugueses apenas conservam Tânger, Ceuta e Mazagão.
- 1544 (Junho): Batalha do passo de Bibaoun[5], ou de El-Kahira [6] : Os dois irmãos Amade Alaraje e Maomé Axeique combatem um contra o outro. Maomé Axeique vence e Amade Alaraje refugia-se com seus dois filhos, na zauia Ben Sasi (perto de Marraquexe). É depois levado a Tafilete.
- 1548: Os Saadianos fazem prisioneiro o sultão oatácida Amade Uatassi, que é libertado contra o abandono de Mequinez.
- 1550: Os Saadianos tomam Fez.
- 1552: Falham em suas tentativas de expandir-se para Argélia.
- 1554: O oatácida Alboácem Ali ibne Maomé, apoiado pelos Otomanos instalados em Argel, volta a tomar Fez, mas é finalmente derrotado e morto no Tadla pelo Saadiano Maomé Axeique, que recupera Fez. Os últimas oatácidas são massacrados por piratas quando fogem de Marrocos.
- 1554-1557: Reinado de Maomé Axeique sobre Marrocos reunificado, cuja capital é transferida de Fez a Marraquexe. O Sultão saadiano, inquieto das ambições turcas, vira-se para Espanha e negocia secretamente com o conde de Alcaudete, governador espanhol de Orão, para agir contra Argel, mas os turcos antecipam e cercam sem sucesso Orão, enquanto os Saadianos não conseguem apoderar-se de Tremecém.
- 1557: Maomé Axeique é assassinado por um desertor turco que se tinha posto a seu serviço: a sua cabeça é enviada a Argel, e depois a Constantinopla. O seu irmão também é assassinado em Tafilete, por ordem de Abedalá Algalibe, para este poder reinar. As tropas de Argel ameaçam Fez depois de uma batalha indecisa travada perto do rio Sebu, mas uma surtida das forças espanholas de Orão obriga-as a retirarem-se.
- 1557-1574: Reinado de Abedalá Algalibe. Falha em sua tentativa de apoderar-se de Mazagão, e a revolta dos mouriscos de Granada interfere com seu projeto de aliança com a Espanha contra a ameaça otomana. Mas esta ameaça aparece menos perigosa depois que em Lepanto a frota cristã vence o sultão, em outubro de 1571.
- 1574-1576: Reinado de Mulei Maomé, o filho mais velho de Abedalá Algalibe. Segundo a tradição, era o irmão mais velho do defunto, Abu Maruane Abedal Maleque I (Mulei Moluco), que devia suceder-lhe. Abedal Maleque, que tinha combatido nas armadas otomanas, é apoiado pelo sultão turco, que procura instalar, finalmente, o poder do Império Otomano em Marrocos. Abedal Maleque dessa maneira pode invadir o país com um poderoso Exército turco, e toma Fez, e em seguida Marraquexe, depois de vencer seu sobrinho perto de Rabat. Este procura então o apoio do Rei Dom Sebastião de Portugal.

Conquistas dos saadianos

- 1576-1578: Reinado de Mulei Moluco. Este procura afastar o aliado turco, que o ajudou a tomar o poder, porque compreende que o sultão de Constantinopla é a principal ameaça para a independência de Marrocos, muito mais perigosa que a espanhola de Filipe II, forçado a dispersar os seus esforços da Itália aos Países Baixos.
- 1578-1603: Reinado de Amade Almançor, irmão de Abedal Maleque. Seu reinado é um período de paz, que vê o Império Otomano abandonar suas ambições para o oeste, o que contribui para reforçar a independência Saadiana.
- 1578  (4 de Agosto): Batalha de Alcácer Quibir
- 1581: tomada da oásis de Tuat, (província de Adrar, que era uma etapa necessária no caminho que vinha do sul de Argélia para Tombuctu e Gao, um caminho que tinha gradualmente suplantado o que passava por Tafilete, a sudeste de Marrocos. O declínio do Comércio transaariano - cujas caravanas estão agora em competição com as caravelas Portuguesas que vão directamente às costas da Guiné -, o desejo de controlar as salinas de Tegaza, de que se apoderou o Império Songai de Gao, o desejo de apoderar-se das minas de ouro do Sudão, levam Marrocos a virar-se para essas áreas para restabelecer o comércio, que durante pelo menos sete séculos tinha-se revelado muito proveitosos para ele.
- 1603: Com a morte, da peste, do sultão, começa a guerra entre seus filhos, que são proclamados sultões, um em Fez, o outro em Marraquexe. Zidane Nácer finalmente sai vitorioso da luta que o opõe a seus irmãos Abu Faris Abedalá e Maomé Axeique II Almamune. Durante os quarenta anos que seguem, vários sultões Saadianos sucedem-se em Fez, e Marraquexe. É preciso esperar a chegada e victória dos Alauitas para assistir ao restabelecimento da ordem e da unidade.
- 1609-1614 Expulsão dos Mouriscos de Espanha. Muitos deles vêm instalar-se em Marrocos. Treze mil estabelecem-se na foz do rio Bu Regreg e criam os fundamentos de uma República corsária (1627-1668), que se tornará famosa e multiplicará expedições por todo o Atlântico.